# Veprichlamys kiwaensis
Veprichlamys kiwaensis is een tweekleppigensoort uit de familie van de Pectinidae. De wetenschappelijke naam van de soort is voor het eerst geldig gepubliceerd in 1933 door Powell.